# Mugnoor, Sedam
Mugnoor là một làng thuộc tehsil Sedam, huyện Gulbarga, bang Karnataka, Ấn Độ.